# Charlene Carruthers
Pour les articles homonymes, voir Carruthers.
Charlene Carruthers est une militante et féministe noire queer. Son engagement consiste à former de jeunes leaders dans des communautés marginalisées pour lutter pour leurs droits. La carrière de Carruthers dans le plaidoyer pour la justice s'étend sur plus de dix ans, avec des organisations militantes reconnues comme Color of Change et Women's Media Center. Elle est une des membres fondatrices du Black Youth Project 100 et directrice ou coordonnatrice nationale depuis la fondation de l'organisation en 2013. Carruthers est l'autrice de Unapologetic: A Black, Queer, and Feminist Mandate for Radical Movements publié par Penguin Random House en 2018.

## Développer le leadership
Une grande partie du travail de Carruthers dans le militantisme social est centré sur le développement d'une large participation politique et d'un leadership pour les communautés marginalisées. Plusieurs organisations politiques, dont Wellstone Action (en) et la National Association for the Advancement of Colored People (NAACP), ont fait appel à son expertise pour les aider à développer leurs propres formations. En plus de sa position dans le Black Youth Project 100, elle est membre de la direction de la Arcus Foundation (en) et membre du conseil d'administration du SisterSong (en), une organisation promouvant les droits reproductifs et l'unité des femmes de couleur. Ses études en Afrique du Sud à 18 ans marquent le moment de son réveil politique. Uns des thèmes récurrents dans son travail est constitué par l'élaboration de coalitions entre des groupes ayant des expériences très différentes de marginalisation, unis sous la bannière de la destruction de la structure du pouvoir qui sous-tend chacune de leurs oppressions. En tant que femme noire queer, les expériences de Carruthers la préparent à tisser des liens entre les courants souvent décousus du militantisme féministe, du mouvement LGBTIQ et de la justice raciale. Son travail implique  toujours des collaborations transnationales et la construction de ponts, y compris son travail avec des groupes de défense des personnes immigrantes et sa participation à une délégation historique de personnes militantes noires en Palestine visant à favoriser les liens personnels et organisationnels entre les mouvements de justice palestinienne et afro-américaines.

## Black Youth Project 100 (BYP100)
En juillet 2013, Carruthers est l'une des 100 dirigeantes militantes réunies par le Black Youth Project à Chicago pour une réunion visant à créer des réseaux d'organisation pour les militantismes noirs à travers le pays. Le deuxième jour de cette réunion, est annoncé en Floride l'acquittement de George Zimmerman concernant le meurtre de Trayvon Martin le 26 février 2012. Ce verdict galvanise Carruthers et d'autres qui se mobilisent pour créer le Black Youth Project 100 en résistance aux oppressions structurelles.
Bien qu'hésitant à assumer elle-même le rôle de coordinatrice nationale de prime abord, Carruthers réalise l'opportunité offerte par la tourmente qui a éclaté. Le BYP100 investit massivement dans la formation des leaders, renforçant ainsi une génération d'activisme noir. Dans les actions publiques et dans la presse, Carruthers souligne que les structures oppressives telles que la race, le sexe, la sexualité et le statut économique se chevauchent de manière à interdire la résistance à une structure à la fois. Au contraire, elles exigent une action unie  pour renverser l'ensemble du système. Les initiatives de BYP100 incarnent cette perspective d'oppressions croisées en ciblant les problèmes qui se rattachent à de multiples oppressions systémiques. Par exemple, la publication Agenda to Keep us Safe (Agenda pour nous garder en sécurité) identifie la justice économique et le développement du pouvoir économique local comme des outils essentiels pour réaliser la justice en matière de genre et de race. Carruthers  critique particulièrement la façon dont le complexe pénitentiaire industriel et le pipeline école-prison jouent un rôle énorme dans le façonnement des expériences d'oppression pour les personnes et les communautés de couleur, les personnes transgenres et non binaires, et les pauvres.

## Brutalité policière
Carruthers critique sans équivoque la brutalité policière incontrôlée, la réaction inadéquate du gouvernement aux principaux cas de brutalité et les motivations et mécanismes fondamentaux du système de justice pénale américain. Son travail l'amène à prendre part à plusieurs affaires importantes dans le mouvement pour la sécurité publique des personnes racisées dans les  années 2010.
En août 2014, elle se rend à Ferguson, dans le Missouri, pour former et organiser l'intervention militante des personnes racisées alors que la ville est sous le choc de la fusillade de Mike Brow , abattu par l'officier de police de Ferguson, Darren Wilson.

### Département de police de Chicago
Originaire de Chicago, Carruthers critique la réponse désastreuse de la ville aux cas de violences policières. Elle organise de nombreuses manifestations pour protester contre le meurtre de Rekia Boyd, abattu par Dante Servin : alors qu'il n'est pas en service et sans s'identifier comme officier de police. Dante Servin du Chicago Police Department abat Boyd en lui tirant dans la tête alors qu'il est de dos depuis son véhicule à Antonio Cross, en arguant qu'il a confondu le téléphone portable de Boyd avec une arme. Son travail avec BYP100 et d'autres groupes anti racistes de Chicago aide à mobiliser l'opinion publique menant au procès historique de Servin, tout en demandant la fin de son contrat sans droits de retraites.
Carruthers s'implique aussi dans l'affaire du meurtre de Laquan McDonald, âgé de 17 ans. Les images de la caméra du tableau de bord montrent McDonald tomber au sol après un tir de l'officier de CPD Jason Van Dyke, qui vide ensuite les 15 autres balles restantes dans son chargeur. Carruthers condamne la façon dont la ville a géré l'affaire, en particulier l'implication du bureau du maire dans la dissimulation de la vidéo pendant un an. Elle appelle à la démission du maire Rahm Emanuel et de l'avocat général du comté de Cook, Anita Alvarez.

## Publications
- (en) Charlene A. Carruthers, « Hearing Assata Shakur’s Call: A Black Feminist Reflection on “To My People” », Women's Studies Quarterly, vol. 46, no 3 & 4,‎ 2018, p. 222–225 (ISSN 0732-1562, DOI 10.2307/26511342, lire en ligne, consulté le 12 juin 2020)

- (en) Carruthers, Charlene A., 1985-, Unapologetic : a Black, queer, and feminist mandate for radical movements (ISBN 978-0-8070-1941-2, 0-8070-1941-0 et 978-0-8070-3982-3, OCLC 1014037040, lire en ligne)